# Amphoe Phang Khon

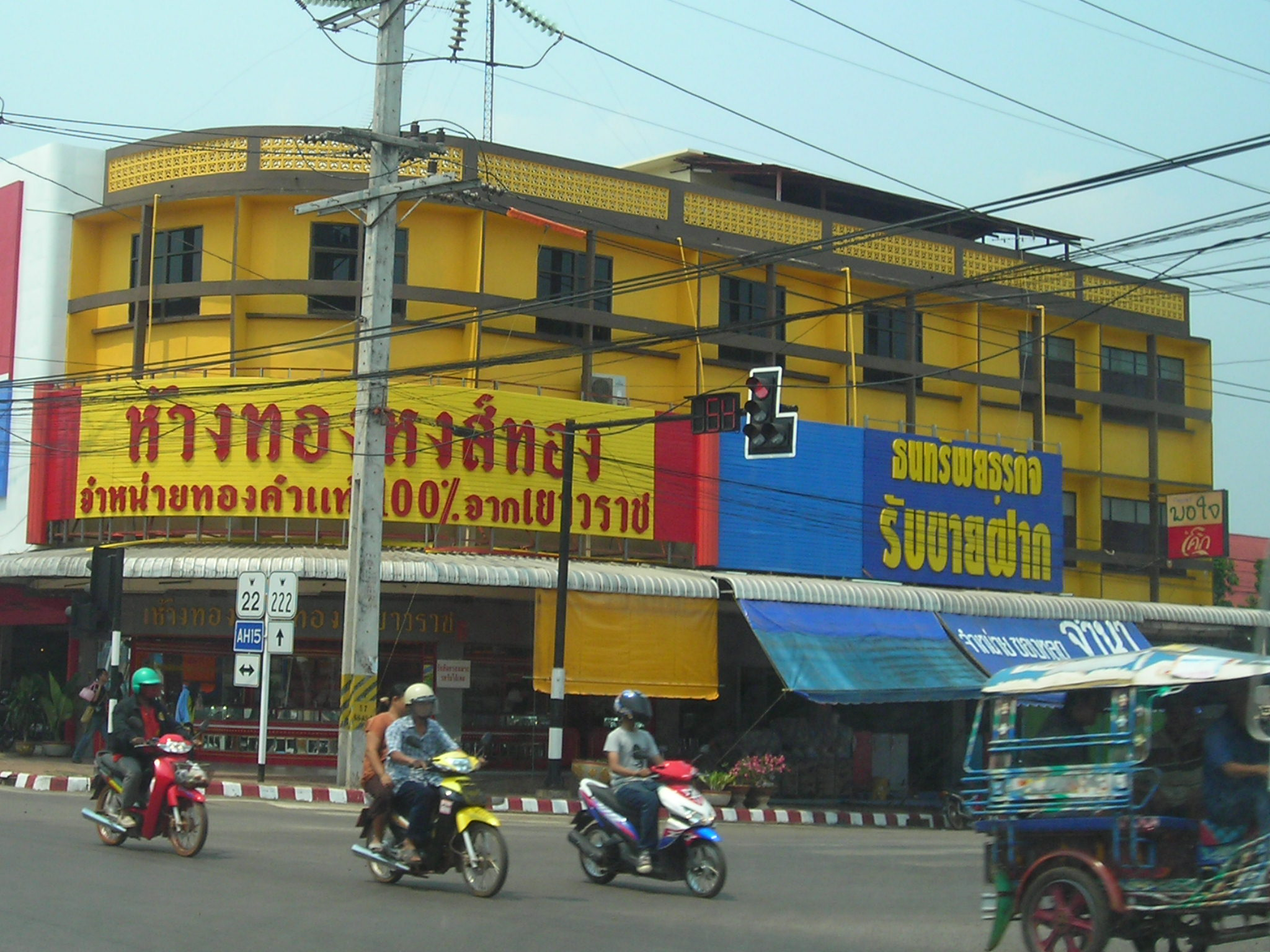
Geschäftsgebäude in Phang Khon

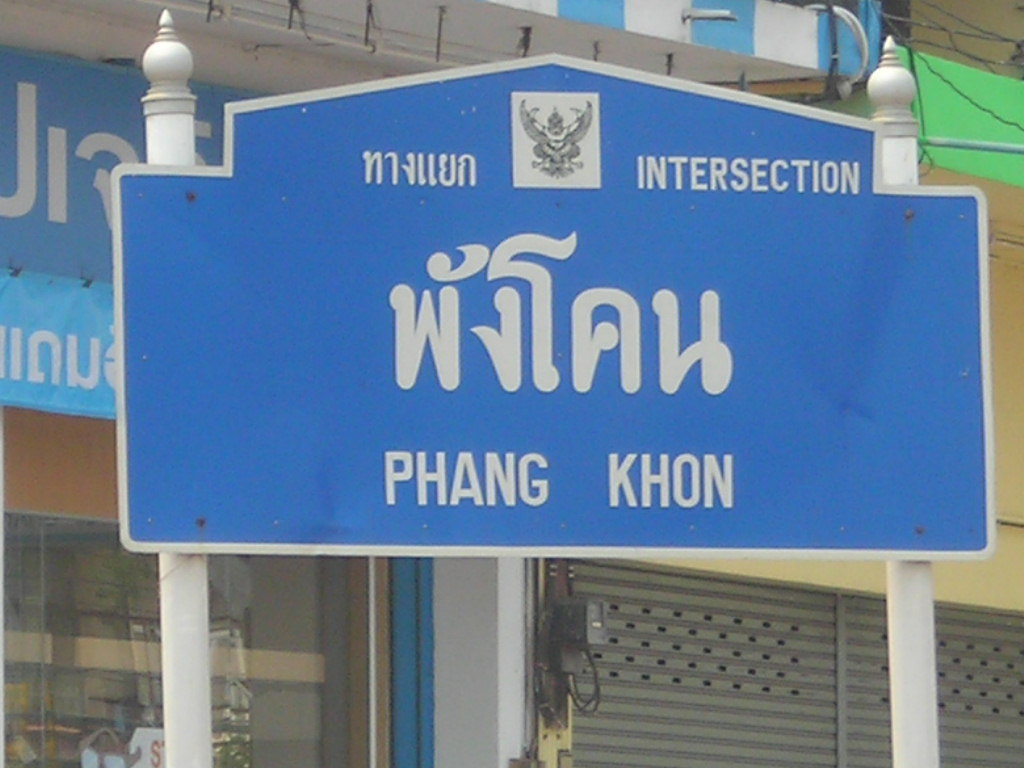
Ortsschild Phang Khon

Amphoe Phang Khon (Thai อำเภอ พังโคน) ist ein Landkreis (Amphoe – Verwaltungs-Distrikt) der Provinz Sakon Nakhon. Die Provinz Sakon Nakhon liegt in der Nordostregion von Thailand, dem so genannten Isan.

## Geographie
Die Amphoe Phang Khon liegt im Zentrum der Provinz Sakon Nakhon und grenzt von Norden her im Uhrzeigersinn gesehen an die Amphoe Wanon Niwat, Phanna Nikhom, Waritchaphum und Sawang Daen Din.
Amphoe Phang Khon und die Umgegend werden vom Nam-Un-Staudamm versorgt.

## Geschichte
Die Amphoe Phang Khon wurde am 20. März 1968 als „Zweigkreis“ (King Amphoe) geschaffen, indem man die drei Tambon Mueang Khai, Hai Yong und Rae aus der Amphoe Phanna Nikhom herauslöste.
Am 16. November 1971 erfolgte dann die Hochstufung zu einer vollen Amphoe.

## Verwaltung

### Provinzverwaltung
Der Landkreis Phang Khon ist in fünf Tambon („Unterbezirke“ oder „Gemeinden“) eingeteilt, die sich weiter in 68 Muban („Dörfer“) unterteilen.
| Nr. | Name       | Thai   | Muban | Einw.  |
| --- | ---------- | ------ | ----- | ------ |
| 01. | Phang Khon | พังโคน  | 12    | 14.047 |
| 02. | Muang Khai | ม่วงไข่  | 11    | 09.050 |
| 03. | Rae        | แร่     | 14    | 08.350 |
| 04. | Hai Yong   | ไฮหย่อง | 18    | 12.745 |
| 05. | Ton Phueng | ต้นผึ้ง   | 13    | 08.473 |

### Lokalverwaltung
Es gibt vier Kommunen mit „Kleinstadt“-Status (Thesaban Tambon) im Landkreis:
- Phang Khon Si Champa (Thai: เทศบาลตำบลพังโคนศรีจำปา) besteht aus Teilen des Tambon Phang Khon.
- Rae (Thai: เทศบาลตำบลแร่) besteht aus dem ganzen Tambon Rae.
- Hai Yong (Thai: เทศบาลตำบลไฮหย่อง) besteht aus dem ganzen Tambon Hai Yong.
- Phang Khon (Thai: เทศบาลตำบลพังโคน) besteht aus Teilen den übrigen des Tambon Phang Khon.

Außerdem gibt es zwei „Tambon-Verwaltungsorganisationen“ (องค์การบริหารส่วนตำบล – Tambon Administrative Organizations, TAO):
- Muang Khai (Thai: องค์การบริหารส่วนตำบลม่วงไข่)
- Ton Phueng (Thai: องค์การบริหารส่วนตำบลต้นผึ้ง)